# Brandslukning
Brandslukning omhandler dels selve det at fjerne ilden, men emnet indbefatter også den store viden man skal tilegne sig for at kunne bekæmpe ild effektivt og sikkert.
I det daglige kan (og bliver) mange brande stoppet i tide af civile uden brandmæssig uddannelse eller endda af teknik uden menneskelig indblanding.
Sidstnævnte skyldes primært opfindelsen af sprinkleranlægget, der ved en temperatur på ca. 69 °C (afhængig af model) tænder for en eller flere spredere monteret på vandrør. Herved spredes hurtigt store mængder vand i hele lokalet eller området.
Vand har en stærkt kølende effekt, og bruges til stort set alle slukningsopgaver. Af andre slukningsmidler kan dog nævnes CO2 (kvælende effekt), kemisk (anti-katalytisk effekt), pulver (kvælende effekt), brandtæpper (kvælende effekt) og skum (kvælende effekt) – hvor sidstnævnte ofte bruges ved en væskebrand, samt trafik- og flyulykker. Der findes også apparater til specifikke slukningsopgaver som branddasker, der er fremstillet til slukning af græs- og hedebrande.
For at kunne slukke ild er det grundlæggende nødvendigt at kende brandtrekanten, et udtryk indenfor brandslukning: De tre påvirkninger ilt, tilstrækkelig varme og brændbart materiale er trekantens tre sider. Er trekanten hel, opstår en brand. Fjernes en del, slukkes branden.
Man skal herfra vurdere. hvad der er nemmest og sikrest. Er det hurtigere at køle med vand, at fjerne materialet eller at kvæle ilden med et tæppe? På et høloft er det ofte en god idé at fjerne så meget hø som muligt til et tyndt lag på jorden, da ilden nemt kan ulme på bunden af bunken uden for vandets rækkevidde. Er der ild i et oliekar, er det svært at fjerne materialet, og vandet synker til bunds under den brændende olie. Her er det bedst med skum, der forhindrer ilt i at komme til olien, hvorved ilden kvæles.

## Brandslukning i Danmark
Brandslukning i Danmark bliver af de fleste danskere i dag forbundet med de kommunale brandvæsener, selvom dette blot er en af redningsberedskabets opgaver.
I hver enkelt situation er det op til de tilstedeværende og tilkaldte at vurdere ildens omfang og de tiltag, der skal til for at slukke den, herunder skal civile vurdere, om de selv kan slukke ilden, eller om der skal tilkaldes hjælp fra professionelle.
De etablerede brandmyndigheder har uddannelse til og et tilhørende ansvar for at slukke ildebrande. Der lovgives om dette, og administrationen af lovene er uddelegeret til kommunerne. Borgmesteren uddelegerer til sin beredskabschef (tidligere brandchef), der har brandinspektører og bevilget materiel til at løse opgaven. Brandbekæmpelsen skal foregå med så få følgeskader som muligt, hvilket stiller ekstra krav til udførelsen, idet ikke alene ildens skader skal begrænses, men ligeledes skader efter røg, sod, vand, indtrængen i bygninger, nedtrampning af blomsterbede og meget andet skal tages op til overvejelse i beslutningsprocessen. Beslutningsprocessen forventes alligevel at være overstået på brøkdele af et sekund, og derfor skal folkene være trænet, så den bedste løsning "sidder på rygraden".
Efter de tre store brande i Hovedstaden i 1794, 1798 og 1807 defineredes Nabokriteriet, der gik ud på at en brand ikke måtte passere naboskel. Dette er en af grundene til, at mange opfatter brandsyn som meget skrappe og urimelige, idet menigmand ofte ikke ser grunden til, at en væg skal opføres i bestemte materialer, eller en bred gang skal holdes fri for brændbare materialer, også i opbygningen. Det skyldes ikke dumhed eller ligegyldighed, men simpelthen manglende specialviden om brandudvikling, som verdens brandbekæmpere gennem over hundrede år har tilegnet sig og delt med kollegaer verden over.

## Brandslukning andre steder i verden
Rundt om i verden håndteres begrebet "effektivt brandværn" fra forskellige vinkler og med forskellig entusiasme. Nogle steder kan det være soldater, der håndterer opgaven, mens det andre steder virker, som om det blot er de borgere, der var tættest på, der bekæmper ilden.
Ved usædvanligt store katastrofer såsom terrorangrebet på World Trade Center, enorme skovbrande og andet udenfor normal målestok er det ikke usædvanligt, at udefra kommende brand- og redningsinstanser tilbyder hjælp over grænserne mellem deres respektive områder, både kommunalt, regionalt eller endda over landegrænser.

## Brandslukningsmidler
- Argonite
- IG-541